# Élections régionales de 1996 en Rhénanie-Palatinat
Les élections régionales de 1996 en Rhénanie-Palatinat (en allemand : Landtagswahl in Rheinland-Pfalz 1996) se tiennent le 24 mars 1996, afin d'élire les 101 députés de la 13e législature du Landtag, pour un mandat de cinq ans.
Le scrutin est marqué par la victoire du SPD du ministre-président Kurt Beck, en recul et qui manque de peu de se faire rattraper par la CDU. Beck assure son maintien au pouvoir en confirmant sa coalition avec le FDP.

## Contexte
Aux élections régionales du 21 avril 1991, le Parti social-démocrate d'Allemagne (SPD) remporte la majorité relative et devance l'Union chrétienne-démocrate d'Allemagne (CDU), une première depuis la fondation du Land. Bien qu'il puisse former une « coalition rouge-verte » avec l'Alliance 90 / Les Verts (Grünen), le chef de file du SPD Rudolf Scharping choisit de constituer une « coalition sociale-libérale » avec le Parti libéral-démocrate (FDP) et devient ministre-président de Rhénanie-Palatinat.
Au cours de l'année 1993, Scharping devient président fédéral du SPD et candidat à la chancellerie pour les élections fédérales de 1994. Bien qu'il ait été battu, il décide d'entrer pleinement dans la vie politique fédérale et de prendre la présidence du groupe SPD au Bundestag. Il renonce alors à ses responsabilités régionales. Kurt Beck, président du groupe parlementaire au Landtag, le remplace donc le 26 octobre.

## Mode de scrutin
Le Landtag est constitué de 101 députés (en allemand : Mitglied des Landtags, MdL), élus pour une législature de cinq ans au suffrage universel direct et suivant le scrutin proportionnel de Hare.
Chaque électeur dispose de deux voix : la première lui permet de voter pour un candidat de sa circonscription, selon les modalités du scrutin uninominal majoritaire à un tour, le Land comptant un total de 51 circonscriptions ; la seconde voix lui permet de voter en faveur d'une liste de candidats présentée par un parti au niveau du Land.
Lors du dépouillement, l'intégralité des 101 sièges est répartie en fonction des secondes voix récoltées, à condition qu'un parti ait remporté 5 % des voix au niveau du Land. Si un parti a remporté des mandats au scrutin uninominal, ses sièges sont d'abord pourvus par ceux-ci.
Dans le cas où un parti obtient plus de mandats au scrutin uninominal que la proportionnelle ne lui en attribue, la taille du Landtag est augmentée jusqu'à rétablir la proportionnalité.

## Campagne

### Principaux partis et chefs de file
| Parti | Parti                                                                              | Chef de file                             | Résultats de 1991          |
| ----- | ---------------------------------------------------------------------------------- | ---------------------------------------- | -------------------------- |
|       | Parti social-démocrate d'Allemagne Sozialdemokratische Partei Deutschlands         | Kurt Beck (Ministre-président)           | 44,8 % des voix 47 députés |
|       | Union chrétienne-démocrate d'Allemagne Christlich Demokratische Union Deutschlands | Johannes Gerster                         | 38,7 % des voix 40 députés |
|       | Parti libéral-démocrate Freie Demokratische Partei                                 | Rainer Brüderle (Ministre de l'Économie) | 6,9 % des voix 7 députés   |
|       | Alliance 90 / Les Verts Bündnis 90/Die Grünen                                      | Ise Thomas                               | 6,5 % des voix 7 députés   |

## Résultats

### Voix et sièges
|                                   | Parti social-démocrate d'Allemagne (SPD)          | Parti social-démocrate d'Allemagne (SPD)          | 846 507   | 41,35 | 24        | 13            | 821 539   | 39,81 | 19 | 43  | 4             |  |  |  |
|                                   | Union chrétienne-démocrate d'Allemagne (CDU)      | Union chrétienne-démocrate d'Allemagne (CDU)      | 860 847   | 42,05 | 27        | 13            | 798 166   | 38,68 | 14 | 41  | 1             |  |  |  |
|                                   | Parti libéral-démocrate (FDP)                     | Parti libéral-démocrate (FDP)                     | 137 730   | 6,73  | 0         | en stagnation | 184 426   | 8,94  | 10 | 10  | 3             |  |  |  |
|                                   | Alliance 90 / Les Verts (Grünen)                  | Alliance 90 / Les Verts (Grünen)                  | 134 173   | 6,55  | 0         | en stagnation | 142 665   | 6,91  | 7  | 7   | en stagnation |  |  |  |
|                                   | Les Républicains (REP)                            | Les Républicains (REP)                            | 42 103    | 2,06  | 0         | en stagnation | 71 499    | 3,46  | 0  | 0   | en stagnation |  |  |  |
|                                   | Les Gris - Les Panthères grises (GRAUE)           | Les Gris - Les Panthères grises (GRAUE)           | 1 959     | 0,10  | 0         | en stagnation | 14 338    | 0,69  | 0  | 0   | en stagnation |  |  |  |
|                                   | Parti écologiste-démocrate (ÖDP)                  | Parti écologiste-démocrate (ÖDP)                  | 13 641    | 0,67  | 0         | en stagnation | 10 879    | 0,53  | 0  | 0   | en stagnation |  |  |  |
|                                   | Parti national-démocrate d'Allemagne (NPD)        | Parti national-démocrate d'Allemagne (NPD)        | 1 099     | 0,05  | 0         | Nv.           | 7 633     | 0,37  | 0  | 0   | Nv.           |  |  |  |
|                                   | Parti de la loi naturelle (NATURGESETZ)           | Parti de la loi naturelle (NATURGESETZ)           | 3 010     | 0,15  | 0         | Nv.           | 6 201     | 0,30  | 0  | 0   | Nv.           |  |  |  |
|                                   | Parti des chrétiens respectueux de la Bible (PBC) | Parti des chrétiens respectueux de la Bible (PBC) | 1 355     | 0,07  | 0         | en stagnation | 3 402     | 0,16  | 0  | 0   | en stagnation |  |  |  |
|                                   | Parti des indépendants (STATT)                    | Parti des indépendants (STATT)                    | 1 154     | 0,06  | 0         | Nv.           | 2 608     | 0,13  | 0  | 0   | Nv.           |  |  |  |
|                                   | Mouvement des droits civils Solidarité (BüSo)     | Mouvement des droits civils Solidarité (BüSo)     |           |       |           |               | 370       | 0,02  | 0  | 0   | Nv.           |  |  |  |
|                                   | Autres                                            | Autres                                            | 3 731     | 0,18  | 0         | en stagnation |           |       |    | 0   | en stagnation |  |  |  |
|                                   |                                                   |                                                   |           |       |           |               |           |       |    |     |               |  |  |  |
| Votes valides                     | Votes valides                                     | Votes valides                                     | 2 047 309 | 96,80 |           |               | 2 063 726 | 97,58 |    |     |               |  |  |  |
| Votes blancs et nuls              | Votes blancs et nuls                              | Votes blancs et nuls                              | 67 624    | 3,20  | 51 207    | 2,42          |           |       |    |     |               |  |  |  |
| Total                             | Total                                             | Total                                             | 2 114 933 | 100   | 51        | en stagnation | 2 114 933 | 100   | 50 | 101 | en stagnation |  |  |  |
| Abstentions                       | Abstentions                                       | Abstentions                                       | 872 166   | 30,20 |           |               | 872 166   | 30,20 |    |     |               |  |  |  |
| Nombre d'inscrits / participation | Nombre d'inscrits / participation                 | Nombre d'inscrits / participation                 | 2 987 099 | 70,80 | 2 987 099 | 70,80         |           |       |    |     |               |  |  |  |